# 宇佐美龍夫
宇佐美 龍夫（うさみ たつお、1924年7月15日 - ）は、日本の地震学者。専門分野は、理論地震学・歴史地震学。学位は、理学博士（東京大学・1960年）。東京大学名誉教授。

## 略歴
- 1924年 東京市浅草区（現東京都台東区）生まれ
- 1942年 東京府立第一中学校卒業
- 1949年 東京帝国大学理学部地球物理学科卒業
- 1960年 「地下の楕円柱状震源から発生する弾性波」で東京大学より理学博士の学位を取得
- 1951年 中央気象台勤務
- 1952年 同地震課
- 1964年 東京大学地震研究所助教授
- 1966年 同教授
- 1985年 定年退官、名誉教授、信州大学工学部教授
- 1989年 信州大学退任
- 2001年 勲三等旭日中綬章受勲

## 主要著書
- 『地震と情報』岩波新書 1974
- 『資料日本被害地震総覧』東京大学出版会 1975
- 『歴史地震 古記録は語る』海洋出版 イルカぶっくす 1976
- 『大地震 古記録に学ぶ』そしえて文庫 1978/1, ISBN 978-4881692639
- 『東京地震地図』新潮選書 1983/7, ISBVN 978-4106002434
- 『地震 そのメカニズムと防災』日本放送出版協会 NHK市民大学 1985/4, ASIN B000J6JU2Y
- 『地震と建築災害』市ケ谷出版社 1990/8, ISBN 978-4870711143

### 共編著
- 『地震と火山 理科年表読本』木村敏雄共編著 丸善 1980/11, ISBN 978-4621042564
- 『日本史小百科 22 災害』荒川秀俊共著 近藤出版社 1985/9 ISBN 978-4772500722
- 『建築のための地震工学』編著 市ケ谷出版社 1990
- 『わが国の歴史地震の震度分布・等震度線図』大和探査技術株式会社共編著 日本電気協会 1994, NCID BB05247023
- 『わが国の歴史地震被害一覧表』大和探査技術株式会社共編著 日本電気協会 1994
- 『「日本の歴史地震史料」拾遺 自天武天皇十三年至昭和五十八年』編 日本電気協会 1998
- 『「日本の歴史地震史料」拾遺 別巻』編 日本電気協会 1999
- 『日本被害地震総覧 599-2012』石井寿,今村隆正,武村雅之,松浦律子共著 東京大学出版会 2013, ISBN 978-4130607599
- 『大地震: 古記録に学ぶ (読みなおす日本史)』 出版:吉川弘文館 2014/8, ISN 978-4642065801

### 翻訳
- レスリー・ハーバート=ガスタ, パトリック・ノット『明治日本を支えた英国人 地震学者ミルン伝』監訳 日本放送出版協会 1982

## 主要論文
- 高速層がある場合の彈性波の反射, 屈折について 『地震 第2輯』 1952年 5巻 3号 p.71-76, doi:10.4294/zisin1948.5.3_71
- 回転楕円座標における等方等質弾性体の平衡方程式の解 『地震 第2輯』 1960年 13巻 2号 p.97-112, doi:10.4294/zisin1948.13.2_97
- 等方等質弾性体の運動方程式の解についての注意 とくに無限弾性体の境界値問題の解の一意性に関連して 『地震 第2輯』 1961年 14巻 1号 p.18-28, doi:10.4294/zisin1948.14.1_18
- 等質等方弾性体の運動方程式の解についての注意 (続報) 数種のローティショナルな解の間の相互関係について 『地震 第2輯』 1962年 15巻 4号 p.261-269, doi:10.4294/zisin1948.15.4_261
- 柱状直交曲線座標における等質等方弾性体の平衡方程式の解 ラプラスの方程式が変数分離型の場合 『地震 第2輯』 1963年 16巻 3号 p.145-148, doi:10.4294/zisin1948.16.3_145
- 弾性球の振動問題における変分式 『地震 第2輯』 1968年 21巻 2号 p.143-146, doi:10.4294/zisin1948.21.2_143
- 「歴史的地震の震央位置について」 『地震研究所研究速報』 12巻 p.1-29 (1974-03), hdl:2261/13914, doi:10.15083/00032053, 東京大学地震研究所
- 「理科年表」地震の部の変遷 『地震 第2輯』 1975年 28巻 2号 p.217-219, doi:10.4294/zisin1948.28.2_217
- 「嘉永6年2月2日(1853年3月11日)の小田原地震」 『東京大学地震研究所彙報』 第52冊第2号, 1978.3.15, pp.333-342, hdl:2261/12640
- 「安政元年南海地震の余震 : 歴史的地震の余震の減り方」 『東京大学地震研究所彙報』 第50冊第2号, 1976.1.30, pp.153-169, hdl:2261/12592
- 歴史地震史料と現代地震学 『地学雑誌』 1986年 94巻 7号 p.656-664, doi:10.5026/jgeography.94.656

### 共著
- 佐藤泰夫、流体核をもつ等方等質弾性球を伝わる捩れ波の理論地震記象 『地震 第2輯』 1964年 17巻 3号 p.167-169, doi:10.4294/zisin1948.17.3_167
- 浅野潤三、「15.大地震調査報告文献集」 『東京大学地震研究所彙報』 第47冊第2号, 1969.7.31, pp.271-394, hdl:2261/12460
- 小竹美子、佐藤泰夫、核の剛性が弾性球のスペクトルの分裂と捩れ振動周期に及ぼす影響およびこれによつて核の剛性率を求める可能性 『地震 第2輯』 1970年 22巻 4号 p.313-317, doi:10.4294/zisin1948.22.4_313
- 茅野一郎、「河角の規模と気象庁の規模との関係』 『東京大学地震研究所彙報』 第48冊第5号、1970年, hdl:2261/12546
- 濱松音蔵、久本壮一、渡邊健、中村亮一、植竹富一、震度分布からみた東北日本の地震の特性 『地震 第2輯』 1992年 45巻 3号 p.339-351, doi:10.4294/zisin1948.45.3_339
- 神田克久、武村雅之、震度データを用いた震源断層からのエネルギー放出分布のインバージョン解析 『地震 第2輯』 2003年 56巻 1号 p.39-57, doi:10.4294/zisin1948.56.1_39
- 神田克久、武村雅之、震度インバｰジョン解析による南海トラフ巨大地震の短周期地震波発生 『地震 第2輯』 2004年 57巻 2号 p.153-170, doi:10.4294/zisin1948.57.2_153